# Pio Tarantini
Pio Tarantini (Torchiarolo, 7 maggio 1950) è un fotografo italiano.

## Biografia
Esponente della fotografia contemporanea italiana in quanto autore e studioso Pio Tarantini vive e lavora a Milano dal 1973, trasferitosi dalla terra d'origine, il Salento, estrema punta a Sud-Est della Puglia e dell'Italia. Ha studiato presso il liceo classico di Lecce nella seconda metà degli anni sessanta e poi si è laureato in Scienze Politiche presso l'Università Statale di Milano. I suoi primi lavori in fotografia li realizza nel Salento e sono reportage in bianco e nero a carattere sociale: risale al 1972 la sua prima mostra, a Brindisi, su alcuni aspetti di degrado in questa città. (Imago, 2014)
Trasferitosi a Milano approfondisce i suoi interessi in vari campi, dalla letteratura al cinema, sua passione giovanile, e soprattutto nel campo fotografico: prendono corpo lavori sempre più organici che cominciano a essere esposti in varie sedi italiane dal 1982. Tra i lavori di questo periodo una selezione dedicata agli aspetti di Lecce barocca viene pubblicata sul numero di Dicembre 1987 della prestigiosa rivista d'arte Du, di Zurigo. Negli stessi anni realizza gran parte del suo importante lavoro sulla memoria e sul tempo Il passato e i pensieri e apre a Milano la galleria La Camera Chiara, un piccolo spazio dedicato a giovani fotografi. Si intensifica la sua attività di studioso cominciando a insegnare Storia della Fotografia e Linguaggio Fotografico presso l'Istituto “R. Bauer” (ex-Umanitaria) di Milano. Comincia anche le sue collaborazioni giornalistiche con diverse testate e in particolare con la rivista PRO diretta da Maurizio Rebuzzini.
La sua attività di insegnamento specialistico prosegue con molti corsi presso scuole e associazioni pubbliche e private e viene chiamato per conferenze presso alcuni corsi di Facoltà dell'Università Statale e del Politecnico di Milano e dell'Università Milano-Bicocca. In questa Università, presso la Facoltà di Sociologia, collabora tra il 1996 e il 1999 al progetto di Sociologia Visuale Photometropolis, ideato e condotto da Nicolò Leotta: da questa collaborazione nasce uno studio sull'area metropolitana milanese, pubblicato sotto forma di dispensa, Milanopoli. L'immagine della città. Il nuovo paesaggio urbano (1998). 
Partecipa al progetto sui beni architettonici e ambientali (Archivio dello Spazio) della Provincia di Milano (1987-1997). Dal 2003 al 2009 collabora con la Galleria Fotografia Italiana Arte Contemporanea di Milano con cui ha realizzato due mostre personali e numerose collettive. Continua a scrivere articoli di riflessione sulla fotografia e presentazioni di lavori di altri fotografi.
Ha pubblicato 12 volumi monografici e cataloghi tra i quali: Pio Tarantini e il suo angelo (1995); Trent'anni di fotografia (2002); L'ombra del Vero (2003); Scenari (2006); Mille chilometri vicino (2008); Le montagne oltre il mare (2008) (Le montagne, 2008); Imago (2014). È presente in numerosi cataloghi di mostre e progetti collettivi.
Nel corso di questi decenni realizza molti lavori compiuti, una ventina dei quali trovano uno sbocco editoriale o espositivo; su di essi sono stati scritti saggi e articoli da parte di molti tra i maggiori critici e giornalisti d'arte italiani. Tra i tanti lavori: Lecce Barocca esposta la prima volta presso la Galleria Il Diaframma di Milano (1984) e poi presso la Facoltà di Architettura a Torino; Arte sacra minore nel Salento esposta tra l'altro nella Sagrestia vecchia del Bramante presso Santa Maria delle Grazie a Milano (1985); Il passato e i pensieri, in mostra a Spazio Immagine, Bari 1988; Del Crepuscolo, in mostra alla Fondazione Corrente di Milano nel 1996 e presso il Palazzo di Città, a Lecce nel 1998 (Del Crepuscolo, 2013); L'Ombra del Vero (2003) (L'ombra, 2003) e Scenari (2006) (Scenari 2006) presso la Galleria Fotografia Italiana Arte Contemporanea di Milano; Imago presso la Galleria Luxardo di Roma nel 2008 e presso la galleria Spazio Tadini di Milano nel 2011. 3/70. Tre reportage degli anni settanta presso la Galleria Monopoli di Milano (2013) (3/SETTANTA, 2013).